# Crosmières
Crosmières ist eine französische Gemeinde mit 993 Einwohnern (Stand 1. Januar 2022) im Département Sarthe in der Region Pays de la Loire; sie ist Teil des Arrondissements La Flèche und des Kantons La Flèche. Die Einwohner werden Crosmièrois genannt.

## Geographie
Crosmières liegt etwa 39 Kilometer südsüdwestlich von Le Mans. An der westlichen Gemeindegrenze verläuft das Flüsschen Argance, ein Nebenfluss des Loir. Umgeben wird Crosmières von den Nachbargemeinden Le Bailleul im Norden, Villaines-sous-Malicorne im Osten und Nordosten, La Flèche im Südosten, Bazouges-sur-le-Loir im Süden, Durtal im Südwesten sowie La Chapelle-d’Aligné im Westen.

## Bevölkerungsentwicklung
| Jahr                      | 1962 | 1968 | 1975 | 1982 | 1990 | 1999 | 2006 | 2013 | 2017 | 2020 |
| Einwohner                 | 697  | 654  | 657  | 661  | 703  | 701  | 881  | 1030 | 1044 | 1012 |
| Quelle: Cassini und INSEE |      |      |      |      |      |      |      |      |      |      |

## Sehenswürdigkeiten
- Kirche Saint-Hippolyte
- Haus Malicorne aus dem 14. Jahrhundert, Monument historique seit 1978

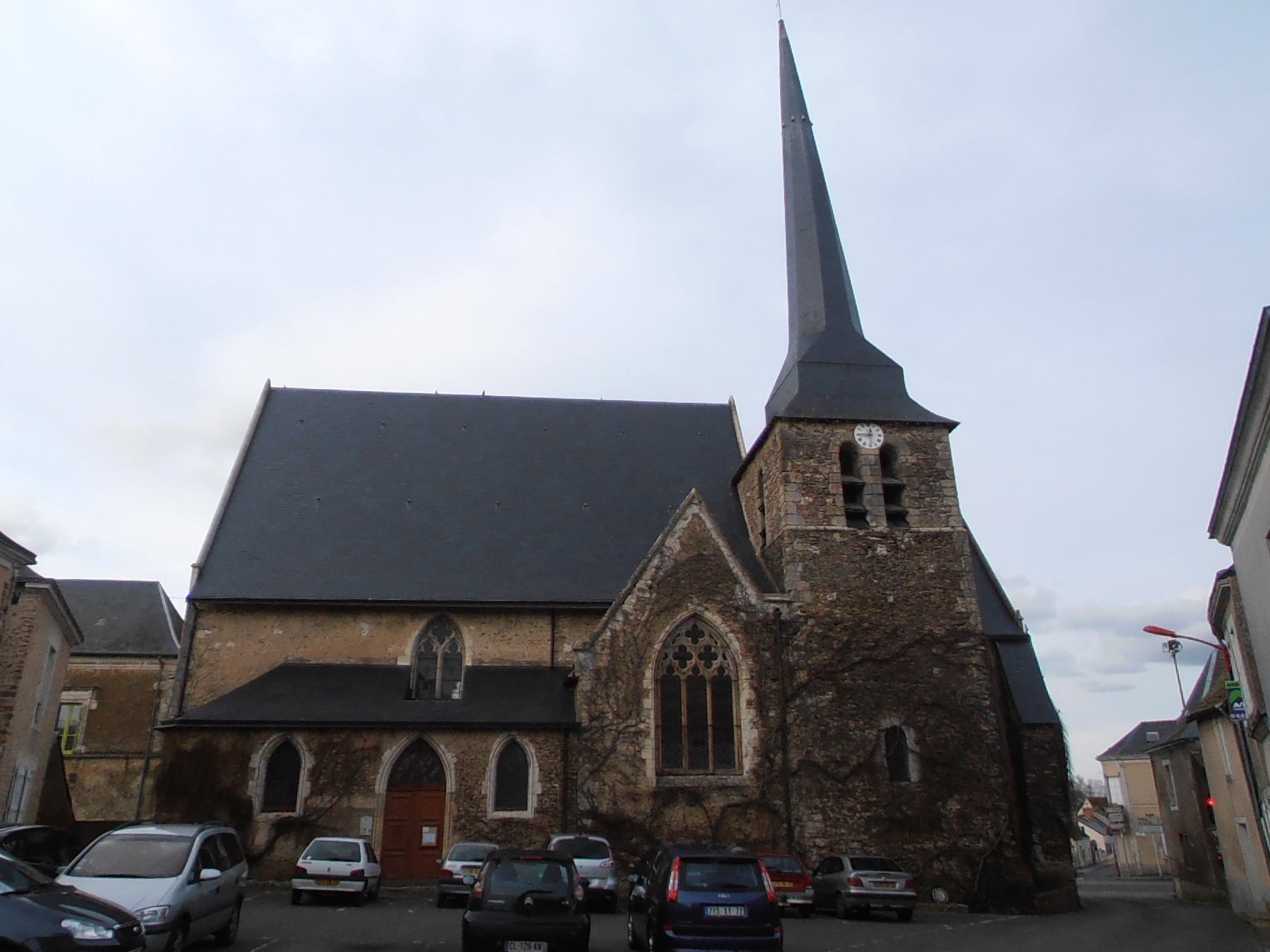
Kirche Saint-Hippolyte